# Adolf Seubert (Politiker)
Adolf Seubert (* 6. November 1833 in Alzey; † 13. August 1883 in Neuenahr) war ein hessischer Politiker (NLP), 1871 bis 1883 Bürgermeister von Alzey und Abgeordneter der 2. Kammer der Landstände des Großherzogtums Hessen.
Adolf Seubert war der Sohn des Gutsbesitzers Heinrich Gottlob Pantokrates Seubert (der 1848 bis 1858 Bürgermeister von Alzey war) und dessen Ehefrau Sibilla, geborene Guilino. Seubert, der katholischen Glaubens war, wurde promoviert und heiratete Regina Luis geborene Maier. Sein gleichnamiger Sohn vermachte der Stadt Alzey 1916 das familieneigene herrschaftliches Anwesen in der Schlossgasse 14 sowie 90 Morgen Ackerland und Weinbau an die Stadt Alzey.
Von 1879 bis 1883 gehörte er der Zweiten Kammer der Landstände an. Er wurde für den Wahlbezirk Rheinhessen 12/Alzey gewählt.